# بی‌تی‌دبلیو
بی‌تی‌دبلیو (انگلیسی: BTW) شرکت مهندسی برق چینی است، که در سال ۱۹۹۰ تأسیس شد.